# Girona FC
Girona Futbol Club, S.A.D. är en spansk fotbollsklubb baserad i Girona, Katalonien. Klubben grundades 1930 och spelar sina hemmamatcher på Estadi Montilivi, som har en kapacitet på drygt 11 000 åskådare. Girona har på senare år ofta deltagit i seriespelet i Segunda División, där man 2016 deltog i kvalspel uppåt och 2017 nådde andra plats. Denna andraplats kvalificerade laget till avancemang till 2017/2018 års upplaga av La Liga, för första gången i klubbens 87-åriga historia. Klubben ägs av samma konsortium som Manchester City och har genom det samarbetet ett antal spelare från den klubben inlånade under säsongen. Enligt vissa kritiker har klubben kallats för Manchester Citys B-lag på grund av detta.

## Placering senaste säsonger
| Säsong  | Nivå | Liga      | Placering | Referens | Notering                  |
| ------- | ---- | --------- | --------- | -------- | ------------------------- |
| 2016/17 | 2    | La Liga 2 | 2         | [ 2 ]    | Uppflyttad till La Liga   |
| 2017/18 | 1    | La Liga   | 10        | [ 3 ]    |                           |
| 2018/19 | 1    | La Liga   | 18        | [ 4 ]    | Nedflyttad till La Liga 2 |
| 2019/20 | 2    | La Liga 2 | 5         | [ 5 ]    |                           |
| 2020/21 | 2    | La Liga 2 | 5         | [ 6 ]    |                           |
| 2021/22 | 2    | La Liga 2 | 6         | [ 7 ]    | Uppflyttad till La Liga   |
| 2022/23 | 1    | La Liga   | 10        | [ 8 ]    |                           |